# Gheorghe Duzinchievici
Gheorghe Ioan Duzinchievici (la naștere Șahin, n. 21 august/3 septembrie 1904, Drăgușeni, România – d. 1986) a fost un istoric român de origine tătărească specializat în istoria medie și modernă având cercetări despre relațiile româno-poloneze.

## Biografie
S-a născut în 21 august (stil vechi) 1904 în satul Drăgușeni, plasa Cristești, județul Suceava, în apropiere de Fălticeni. Acesta era fiul cel mai mic al lui Ioan Șahin (52 de ani), agricultor de origine tătărească provenit din tătarii refugiați în Moldova în 1619 și al Emei Șahin (39 de ani). Tatăl acestuia a murit în Primul Război Mondial, fiind adoptat în 1918 prin hotărârea Tribunalului Covurlui de către Hugo I. Duzinchievici și Victoria I. Duzinchievici.
A absolvit școala primară „Trei Ierarhi” din Iași, unde a dovedit înclinații pentru învățarea limbilor străine, Seminarul Pedagogic Universitar Iași (cu diplomă de bacalaureat), Facultatea de Litere și Filosofie din Iași, cu diplomă de licență în istorie. 

## Acivitate
A studiat la Iași urmând a deveni doctor în istorie și filosofie al Universității din Lvov în 1932 devine director al Arhivelor statului din Sibiu și membru al Asociației slaviștilor din Republica Socialistă România.
În 1942 a fost numit arhivar principal la Arhivele Statului din Cernăuți. După 1945 a profesat ca arhivar la Sibiu, unde a dus o muncă asiduă de salvare a arhivelor din diferite localități din zona Sibiului, Brașovului, Sighișoarei și Mediașului. În 1960 i s-a desfăcut contractul de muncă deoarece în 1946 împușcase un soldat sovietic. Ulterior a fost reintegrat profesional, dar a fost pensionat în 1963. După pensionare a fost solicitat la Arhivele Statului în București unde s-a concentrat asupra tinerilor arhiviști care lucrau la filialele transilvănene.

## Lucrări publicate
- Contribuții la istoria legăturilor polone-române în anii 1865-1866, București, 1936, 63 de pagini;
- Beizade Grigore Sturdza și Polonii, București, 1941, 205 de pagini;
- Ștefan cel Mare și epoca sa, București, 1973, 102 de pagini.[4]